# 平埔族

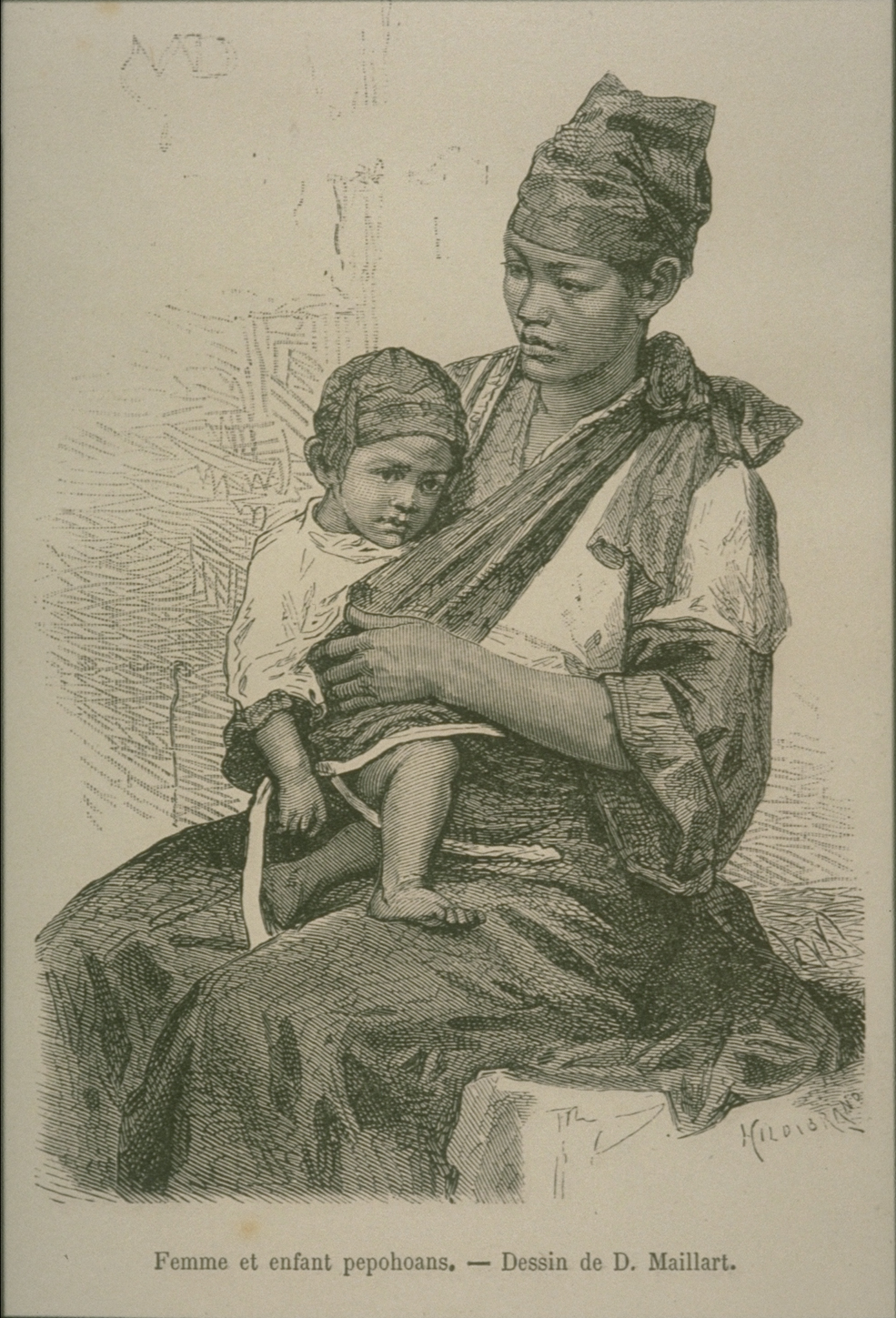
平埔族の母親と子供。ちなみに西洋人によるデッサンのため、西洋人の顔立ちのように描かれ、実際の顔立ちと少し開きがある。

平埔族（へいほぞく）は、「平地に住む民族」のことで、清朝以前からもともと台湾にいた台湾原住民の民族を指す総称である。清朝の統治下には「平埔蕃」、「熟蕃」などの蔑称が用いられていた。山地に住む原住民である高山族と区別されるが、これは居住地域から便宜的に用いられるものであり、正確な民族系統を反映したものとはいえない。
元々は、台湾の平野部全域に居住していた。しかし、明代以降、特にオランダが漢人を労働力として移入させてから、漢人との通婚や漢化が進んだ。特に清朝は政策として漢化（漢文化化）を推し進めた。そのため、徐々に平埔族を名乗る者は減少していった。日本統治時代に平埔族についての研究が始められたが、既に大多数は漢人化していた。第二次世界大戦後、中国国民党が台湾を支配した後は、再び漢化政策が行われ、エスニックグループとしての意識が希薄化し、また政府も原住民として認定しなかった。
台湾の原住民研究は、国民党の時代は禁じられており、初めての台湾人総統、李登輝の時代になってようやく解放された。民主化後、エスニックグループに関する研究が盛んになると、社会や学会などの注目を集めるようになった。現在、サオ族とクバラン族のみが政府から原住民族としての認定を受けている。その他にもケタガラン族など、認定を受けていないグループが多い。

## 分類

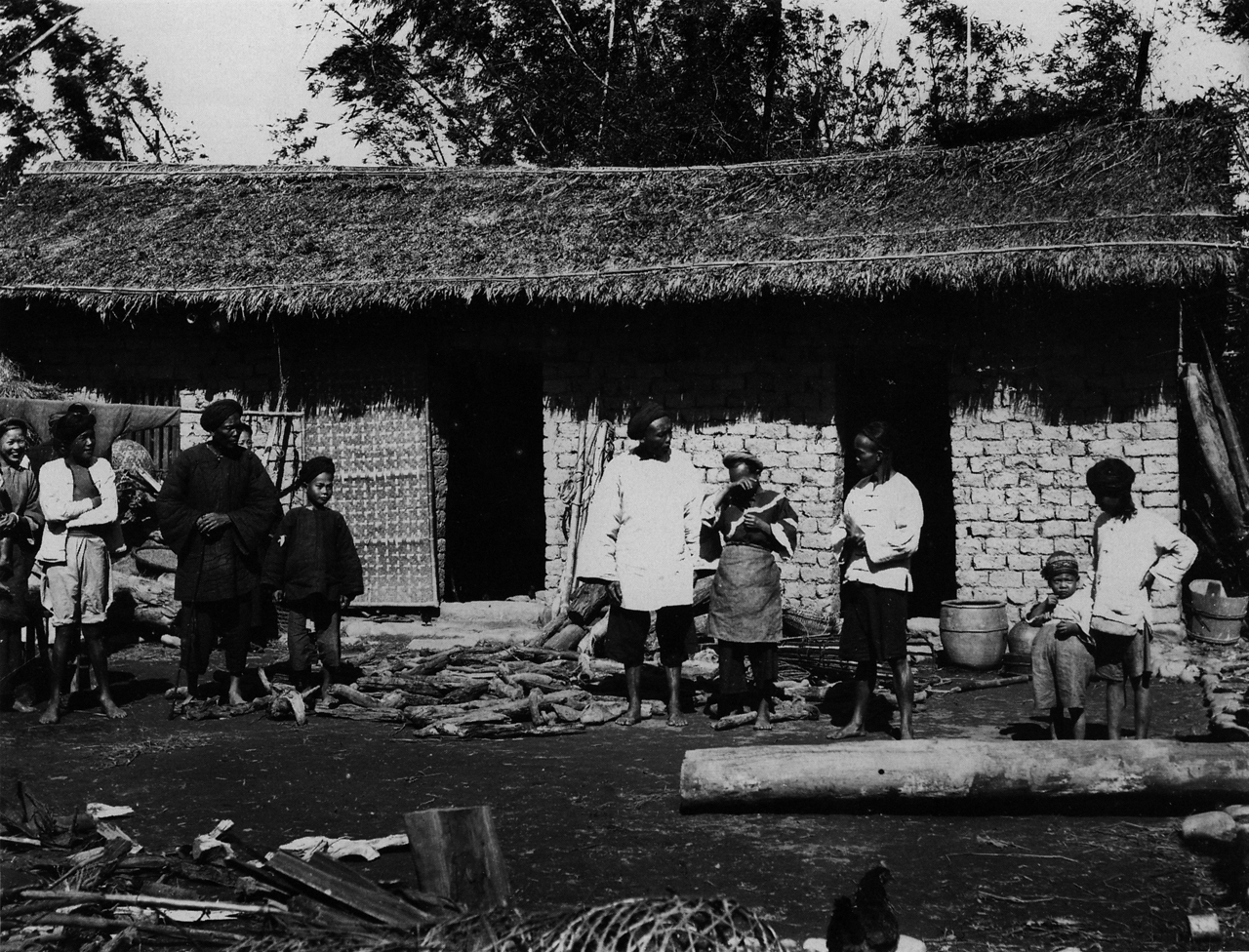
1897年撮影の写真。台北方面の「かなつゐ（Kanatsui）社」という集落の平埔族。かやぶき屋根と日干し煉瓦を使った漢式住居に住んでいる。

- クバラン（噶瑪蘭族）
- ケタガラン（凱達格蘭族）
- ルイラン（雷朗族）
- クーロン（亀崙族）
- バサイ（馬賽族）
- トルビアワン（哆囉美遠族）
- タオカス（道卡斯族）
- パゼッヘ（巴宰族）
- カハブ（噶哈巫族）
- パポラ（拍暴拉族）
- バブザ（巴布薩族）
- ホアニヤ（和安雅族）
- アリクン（阿立昆族）
- ロア（羅亞族）
- シラヤ（西拉雅族）
- タイボアン（大武壠族）
- マカタオ（馬卡道族）